# Кабот (Арканзас)
Кабот (англ. Cabot) — город в округе Лонок в Арканзасе в Соединённых Штатах Америки.
По данным переписи 2010 года население города составляло 23 776 человек, а к 2019 году число жителей возросло до 26 352 человека, что делает его крупнейшим городом в округе и 19-м по величине городом штата после Джэксонвилля.

## История
Сперва на месте нынешнего города возникло небольшое поселение вокруг заправочной станции на железной дороге. Первые европейские колонисты осели здесь в 1873 году. Первая баптистская церковь была основана в 1876 году, а Объединенная методистская церковь Кабота в 1881 году.
В 1885 году Г. У. Грандберри начал издавать здесь первую газету под названием «The Guard».
К 1889 году вдоль железнодорожных путей начали расти новые предприятия, среди которых было шесть универсальных магазинов, две аптеки, отель, принадлежавший Джеймсу Чарльзу Бойду, конюшню Джеймса Адама и хлопкоочистительную машину братьев Нили. Банк Кабота (позже объединенный с Centennial Bank) был основан в 1903 году.
Статус города Кабот официально получил 9 ноября 1891 года став 139-м городом в Арканзасе.
Кабот пережил рост в 1950-х — 1960-х годах из-за своей близости к авиабазе Литл-Рок Военно-воздушных сил США в соседнем Джэксонвилле, которая открылась в 1955 году и дала много хорошо оплачиваемых вакансий, а также из-за «белого бегства», произошедшего в ответ на расовые разногласия в Литл-Роке вызванные школьной десегрегацией и её последующим кризисом.
Днём 29 марта 1976 года разрушительный торнадо обрушился на центр города, в результате чего погибли пять человек и было разрушено несколько зданий. Во время восстановления города было решено построить новую мэрию, муниципальный суд, библиотеку (которая впоследствии была перемещена) и полицейский участок на месте заваленного мусором разделительного пункта между восточной и западной частями Мэйн-стрит, создав тем самым Сити-Плаза.
10 августа 2006 года (около 14:30) в средней школе Cabot Junior High School North начался пожар, который начался в библиотекеиз-за неисправной лампочки. Хотя в здании в то время находилось около 100 человек, благодаря сигнализации и слаженным действиям педагогического коллектива и прибывших пожарных, никто не пострадал. Здание не могли потушить до девяти вечера и оно полностью выгорело. Пожарная служба и полиция Кабота заявили, что это один из самых масштабных пожаров, когда-либо случавшихся в Каботе. Зданию было всего 8 лет; школу полностью перестроили и через три года она приняла новых учеников.